# Mari Winsor
Mari Winsor (11 de marzo de 1950– 28 de abril de  2020) era una instructora americana de forma física, conocida por sus videos, libros y estudios que popularizaron el Pilates.
Primero trabajado como bailarina profesional, aprendizando  en el Alvin Ailey American Dance Theater en la Ciudad de Nueva York, y luego trabajó como bailarina en vídeos de música en los 1980s. Reciba su certificado de Pilates certificación de la instructora Romana Kryzanowska y fundó su propio estudio en 1990. Confía en el Pilates para recuperarse de los múltiples daños sufridos  en un accidente de moto en 1994.
Su versión auto-marca de Pilates, Winsor Pilates, es notable por sus practicantes que eran celebridades y sus infomerciales ubicuos nocturnos. Winsor Es la autora de Pilates Powerhouse (1999), The Pilates Workout Journal: An Exercise Diary and Conditioning Guide (Revista de Ejercicios de Pilates: Un Diario de Ejercicios y Guía de Acondicionamiento, 2001), y The Pilates Pregnancy: Maintaining Strength, Flexibility and Your Figure (El Pilates en el Embarazo: Manteniendo la Fuerza, Flexibilidad y Tu Figura, 2009).
En abril de 2020,  muere de ALS, que le fue diagnosticada en 2013.

## Filmografía
- Accelerated Fat Burning en 2013 (Quema Acelerada de Grasa).